# Tomasovia Tomaszów Lubelski (piłka siatkowa kobiet)
TKS Tomasovia Tomaszów Lubelski – polska kobieca drużyna siatkarska z Tomaszowa Lubelskiego, będąca sekcją klubu sportowego TKS Tomasovia Tomaszów Lubelski.